# ناحیه وایت هال، شهرستان گرین، ایلینوی
ناحیه وایت هال (به انگلیسی: White Hall Township) یک منطقهٔ مسکونی در ایالات متحده آمریکا است که در شهرستان گرین، ایلینوی واقع شده‌است. ناحیه وایت هال ۱۶۴ متر بالاتر از سطح دریا واقع شده‌است.